# Albert Wigand (botaniker)
Julius Wilhelm Albert Wigand, född den 21 april 1821 i Treysa (Hessen), död den 22 oktober 1886 i Marburg, var en tysk botanist.
Wigand blev 1846 filosofie doktor i Jena samt 1851 extra ordinarie och 1861 ordinarie professor och föreståndare för botaniska trädgården och farmaceutiska institutet i Marburg. Han forskade ivrigt inom morfologi, teratologi, anatomi, fysiologi med mera, och trots några oriktiga tolkningar förde han på många områden vetenskapen framåt, särskilt genom arbetena Grundlegung der Pflanzenteratologie (1850) och Eine Reihe von Beobachtungen an Bildungsabweichungen aus dem Pflanzenreich (1854). Till sin läggning filosoferande och djupt religiös uppträdde han mot Charles Darwins läror i sitt stora arbete Der Darwinismus und die Naturforschung Newton’s und Cuvier’s (3 band, 1874-77).
Auktorsnamnet Wigand kan användas för Albert Wigand (botaniker) i samband med ett vetenskapligt namn inom botaniken; se Wikipediaartiklar som länkar till auktorsnamnet.